# Bukaczowce (stacja kolejowa)
Bukaczowce (ukr. Букачівці, ros. Букачевцы) – stacja kolejowa w miejscowości Bukaczowce, w rejonie iwanofrankiwskim, w obwodzie iwanofrankiwskim, na Ukrainie. Położona jest na linii Lwów – Czerniowce.
Stacja powstała w czasach Austro-Węgier na drodze żelaznej lwowsko-czerniowiecko-suczawskiej, pomiędzy stacjami Bortniki i Bursztyn.